# 紐約影展
紐約影展（英語：New York Film Festival，簡稱NYFF）始於1963年，由理查·胡德和阿莫斯·沃格爾創辦，是一個在美國紐約舉辦的非競賽類國際電影節，每年由林肯中心電影協會公布入選影片。
影展期間也有周邊活動與其同時進行，例如自1997年開始的「實驗電影平台」（Views from the Avant-Garde），提供非敘事性實驗電影曝光的管道。

## 理查·胡德與影展的創立
林肯表演藝術中心主任威廉·舒曼於1962年聘任時年33歲的理查·胡德。胡德當時在英國倫敦擔任衛報的影評人與倫敦影展的執行委員，雖然胡德留在倫敦，他仍聘請阿莫斯·沃格爾這位「電影十六」戲院（Cinema 16）的創辦人做為他在紐約的合作委員。第1屆紐約影展在1963年9月10日登場，並選中由路易斯·布努埃爾執導的《泯滅天使》為開幕片。1966年，胡德與沃格爾首次籌備影展的「影片選拔委員會」，由影評人亞瑟·奈特、安德魯·薩里斯與作家蘇珊·桑塔格等人組成。沃格爾於1968年辭去影展主席一職。雖然胡德先前已指定接班人，但他仍然由自己出任1969年至1987年間的影展主持工作。
胡德在紐約影展25年的歷史中，特別著眼於戰後作者論興起的歐洲藝術電影。

## 理查·潘尼亞時期
理查·潘尼亞於1988年接任紐約影展選拔委員會主席，時年34歲，出身於紐約皇后區的潘尼亞是一位蜚聲於電影史與學術界的學者，他接下紐約影展的任務之前，曾在芝加哥藝術學院的電影中心工作，潘尼亞以一個資深的影展愛好者身分進入紐約影展，並對胡德高度推崇。潘尼亞就任期間，遵循影展的傳統與獨特性，維持選拔委員會的嚴謹評選、影展的非競賽模式與電影映後座談，同時致力於擴展以歐洲為中心的焦點。在胡德時期就被引介到紐約影展的影人如侯孝賢、曼諾·迪·奧利維拉、李歐·卡霍、拉烏·盧伊茲與克里斯多夫·奇士勞斯基等，後來也為潘尼亞時期的觀眾所熟知。
經歷25年的影展與選拔委員會主席生涯後，潘尼亞在時值紐約影展第50屆的2012年卸任。

## 影展今日
理查·潘尼亞卸任後由羅伯特·科勒接手影展常年規劃。在2009年離開林肯中心電影協會的肯特·瓊斯轉任世界電影基金會執行董事後，回到紐約影展擔任領導地位。瓊斯在1998年進入林肯中心電影協會，曾擔任影展執行委員會副主席與影片選拔委員會的成員。瓊斯在「電影論壇」戲院（Film Forum）與布魯斯．高史丹的合作，以及擔任鹿特丹影展美國代表的運程中，開始了他做為紐約影展執行委員的生涯。
羅伯特·科勒於2013年3月因個人健康因素辭職，由影評人丹尼斯·林接任。

## 外部連結
- 紐約影展